# 辛柏林雷達

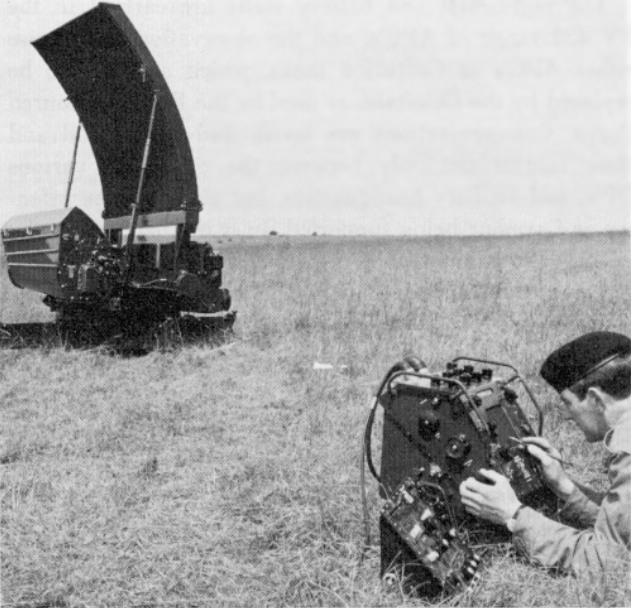
辛柏林雷達

辛柏林雷達（Cymbeline）是英国開發的一种迫击炮定位雷达 ，它由Thorn-EMI开发，并在米德尔塞克斯海耶斯基地建造，英国皇家炮兵部队於1975年到2003年左右配備辛柏林雷達。
此雷達參與了1984年老山戰役，中國解放軍用於反制越南人民軍的迫擊砲。